# Tom Leopold
Tom Leopold est un scénariste, producteur de télévision,  acteur et écrivain américain né le 14 octobre 1949 à Miami en Floride.

## Filmographie

### Scénariste
- 1977 : The Chevy Chase Show
- 1977 : The Marilyn McCoo and Billy Davis, Jr. Show
- 1979 : The Chevy Chase National Humor Test
- 1979 : The T.V. Show
- 1980-1981 : The Steve Allen Comedy Hour : 2 épisodes
- 1984 : The Richard Belzer Show
- 1986 : Club Paradis
- 1986 : Viva Shaf Vegas
- 1991 : Dream On : 1 épisode
- 1991 : Retaining Laughter
- 1991-1992 : Seinfeld : 3 épisodes
- 1992 : Hi Honey, I'm Home : 1 épisode
- 1992-1993 : Cheers : 2 épisodes
- 1995 : Pig Sty : 2 épisodes
- 1995-1996 : Ellen : 3 épisodes
- 1996-1997 : Caroline in the City : 3 épisodes
- 2000 : Madigan de père en fils : 4 épisodes
- 2002 : Le Journal intime d'un homme marié : 1 épisode
- 2002 : America's Most Terrible Things
- 2004-2005 : La Star de la famille : 2 épisodes
- 2006 : Ma tribu : 2 épisodes
- 2012 : Explosion Bus : 13 épisodes
- 2012 : The Mark Twain Prize: Ellen DeGeneres
- 2013 : The 16th Annual Kennedy Center Mark Twain Prize for American Humor: Carol Burnett
- 2014 : The Kumars : 6 épisodes
- 2016 : The 19th Annual Kennedy Center Mark Twain Prize for American Humor: Celebrating Bill Murray
- 2017 : Kennedy Center Mark Twain Prize Honoring David Letterman
- 2019 : Dweck : 6 épisodes

### Producteur
- 1986 : Viva Shaf Vegas
- 1992-1993 : Cheers : 25 épisodes
- 1995 : Pig Sty : 13 épisodes
- 1995-1996 : Ellen : 27 épisodes
- 1996-1997 : Caroline in the City : 25 épisodes
- 1998-1999 : Will and Grace : 21 épisodes
- 2000 : Madigan de père en fils : 11 épisodes
- 2002 : The N.Y. Friars Club Roast of Chevy Chase
- 2002 : America's Most Terrible Things
- 2004-2005 : La Star de la famille : 26 épisodes
- 2005-2006 : Ma tribu : 4 épisodes
- 2019 : Dweck

### Acteur
- 1972 : Les Yeux de Satan : Shea
- 1973 : Mannix : Bird (1 épisode)
- 1973 : Outrage : Vance Chandler
- 1974 : Gunsmoke : Chester (1 épisode)
- 1974 : Hurricane : Lieutenant Oliver
- 1978 : Laverne et Shirley : Larry Ryan (1 épisode)
- 1978 : The Ted Knight Show : Winston Dennis (6 épisodes)
- 1979 : The Chevy Chase National Humor Test : plusieurs rôles
- 1979 : Just You and Me, Kid : un policier
- 1982 : I'd Rather Be Calm : un patient
- 1983 : Mister Mom : Stan
- 1986 : Viva Shaf Vegas : Tom
- 1987 : This Week Indoors : Mike Deaver
- 1989 : Not Necessarily the News : Keith (1 épisode)
- 1999 : The Dick and Paula Celebrity Special : plusieurs rôles (6 épisodes)
- 2004 : La Star de la famille : M. Henderson (1 épisode)
- 2009 : Death Row Diet
- 2012 : Explosion Bus : Leo Huckstep (13 épisodes)
- 2017 : The Phone Brothers : Leo